# Gabinete do Canadá
O Gabinete do Canadá possui um importante papel no governo do Canadá, em acordo com o Sistema Westminster. O Gabinete é um conselho de políticos, liderados pelo primeiro-ministro do Canadá. Cada um dos membros deste gabinete é líder de um dado departamento ou ministério do governo do Canadá. Estes membros são diretamente escolhidos pelo Primeiro-Ministro, e aprovados simbolicamente pelo Governador-geral do Canadá.
Cerca de 40 Ministros da Coroa e Ministros de Estado presentemente compõem o Gabinete. Cada ministro é, normalmente, responsável por uma ou mais pastas específicas, para além de aconselhar o primeiro-ministro e os outros ministros em questões políticas.